# Barza (Syria)
Barza – dzielnica Damaszku leżąca w jego północnej części. Dzieli się na 6 osiedli: Al-Abbas, Barza al-Balad, Uszsz al-Warwar, Al-Manara, Masakin Barza i An-Nuzha. Łącznie liczą 107 596 mieszkańców (liczbę ludności dzielnicy oparto na sumie populacji osiedli).

## Przypisy

Mapa obrazująca podział administracyjny muhafazy Damaszek-Miasto (dzielnicę zaznaczono na fioletowo w górze).